# Wish You Were Here (utwór Pink Floyd)
„Wish You Were Here” – utwór brytyjskiej grupy prog rockowej Pink Floyd, pochodzący z eponimicznej płyty Wish You Were Here. Ta ballada rockowa napisana została przez gitarzystę Davida Gilmoura (muzyka) i basistę Rogera Watersa (tekst). Została sklasyfikowana na 324 miejscu 500 utworów wszech czasów według magazynu Rolling Stone.

## Muzyka
Na początku tej nastrojowej ballady słychać odgłos zmieniających się stacji radiowych do momentu, gdy na jednej z nich słychać ciche tony właśnie tej piosenki, grane na dwunastostrunowej gitarze, do których dołącza gitara akustyczna. Fragment ten został nagrany z radia samochodowego Gilmoura. Muzyka klasyczna na końcu tego fragmentu to finał IV Symfonii Piotra Czajkowskiego.
W nagraniu wziął udział, zaproszony przez zespół, znany skrzypek jazzowy Stéphane Grappelli, który dokonywał nagrań w innym studio w tym samym budynku. Jednak po końcowym miksowaniu jego gra była praktycznie niesłyszalna, więc zespół uznał, że podawanie go w składzie byłoby dla muzyka obraźliwe. Utwór z odnalezioną po latach ścieżką dźwiękową Grapellego pojawił się w specjalnej edycji płyty, która ukazała się w 2011.

## Tekst
Waters najpierw do utworu napisał tekst, a dopiero później skomponowana została muzyka, co było nietypowe dla tej grupy.
Tekst utworu skłania do refleksji, do zadania sobie pytania, czy jesteśmy w stanie odróżnić dobro od zła, czy wybierając nie wybieramy gorszych rzeczy niż te, które mieliśmy wcześniej, czy nie sprzeniewierzamy się naszym młodzieńczym ideałom.
Może być on rozpatrywany jako utwór dotyczący Syda Barretta. Bardziej prawdopodobne jednak jest to, że mówi on o stosunkach jakie panowały podczas nagrywania płyty. How I wish you were here – tak bym chciał, żebyś tu był może dotyczyć innych członków grupy, którzy podczas nagrań bardzo się od siebie oddalili. Jest wyrazem tęsknoty za starymi czasami, podczas których nie było „walki o główną rolę w klatce”, która jest symbolem złudnej wolności wielkich grup rockowych.
Jednakże tekst mógł dotyczyć również rozpadającego się wówczas małżeństwa Rogera Watersa ze swoją żoną – Judy Trim.

## Twórcy
- Roger Waters – bas, gitara akustyczna
- David Gilmour – gitary akustyczne, elektryczna gitara hawajska, śpiew (prowadzący i harmonie)
- Richard Wright – fortepian, Minimoog
- Nick Mason – perkusja
- Stéphane Grappelli – skrzypce